# نوروود (نیویورک)
نوروود (به انگلیسی: Norwood) یک روستا در ایالات متحده آمریکا است که در شهرستان سنت لارنس، نیویورک واقع شده‌است. نوروود ۵٫۹ کیلومتر مربع مساحت و ۱٬۶۵۷ نفر جمعیت دارد و ۱۰۱ متر بالاتر از سطح دریا واقع شده‌است.